# Juan Ruiz el Vandalino

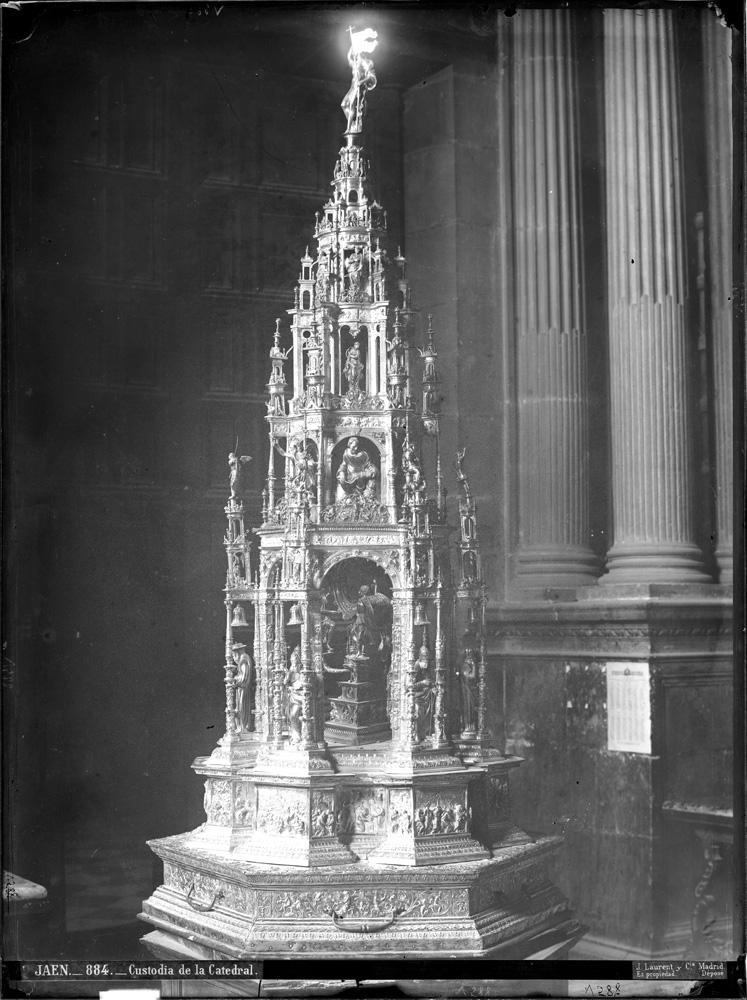
Custodia procesional de la catedral de Jaén

Juan Ruiz, el Vandalino (Córdoba, c. 1495-Sevilla, 14 de abril de 1550) fue un orfebre español del siglo XVI. Según Juan de Arfe, fue la primera persona en tornear la plata en Andalucía.

## Biografía
Discípulo de Enrique de Arfe, famosa familia de orfebres, posiblemente le ayudó en la realización de la custodia de la Mezquita-catedral de Córdoba entre los años 1514 y 1518. Unos años más tarde, en 1528, ya se encuentra viviendo en los alrededores de la Catedral de Sevilla y contrajo matrimonio con Cecilia Núñez, con la que tuvo tres hijos. Ese mismo año se trasladó a Cuenca para la realización de la custodia de la catedral, que desapareció durante la guerra de independencia española, y la de la parroquia de Villaescusa de Haro.
Firmó el contrato para realizar la custodia de la Catedral de Jaén en el año 1533, destruida en la guerra civil española y recuperada posteriormente, donde además trabajó en unos candeleros según consta en las actas capitulares de dicho templo.De Jaén, una vez terminado el trabajo, se trasladó a Sevilla donde realizó encargos, como varios trabajos de platería para los duques de Arcos, de los que se conserva una caja de tocador, actualmente de uso sagrado en Jerez de los Caballeros, y un jarro de pico en el Museo de Victoria y Alberto en Londres.

## Otras obras
- Cruz. Zafra
- Custodia. Iglesia de San Pedro Apóstol de Mengíbar
- Custodia (atribuida), en la parroquia de Nuestra Señora del Castillo de Fuente Obejuna. 1550
- Custodia de asiento. Catedral de Santo Domingo. República Dominicana. 1540